# توماس هوبر
توماس هوبر (آلمانی: Thomas Huber؛ زادهٔ ۴ نوامبر ۱۹۶۳) بازیکن واترپلو اهل آلمان بود.